# Piotr Fąfrowicz
Piotr Fąfrowicz (* 28. Januar 1958 in Białystok) ist ein polnischer Maler und bekannter Illustrator von Kinderbüchern. Er ist Mitbegründer des Buchverlages Wydawnictwo Fro9.

## Leben
Fąfrowicz wuchs in Szczecin auf und studierte Kunstgeschichte an der Katholischen Universität von Lublin, an der er 1982 mit Auszeichnung abschloss. Außerdem absolvierte er eine Ausbildung an der Warschauer Schule für Trickfilm. Während seines Studiums begann er zu malen, zunächst mit Öl auf Leinwand, später mit Tempera auf Papier. Seine Bilder entstehen und spielen häufig in Kazimierz Dolny. Neben der Malerei illustriert er Kinderbücher.
Für sein Werk wurde Fąfrowicz national wie international ausgezeichnet – besonders seine Buchillustrationen wurden vielfach prämiert. Unter anderem gewann er 2001 einen zweiten Preis und einen Ehrenpreis auf der Internationalen Biennale für Illustrationen in Aki in Japan. Im Jahr 2003 wurde das von ihm illustrierte Kinderbuch „Leon und die Katze, oder wie man die Sprache der Uhr versteht“ (polnisch: „Leon i kotka, czyli jak rozumieć mowę zegara“) der Autorin Grazyna Ruszewska zum Schönsten Buch des Jahres 2003 auf der 49. Internationalen Buchmesse (PTWK) in Warschau gekürt. Ebenso wurde auf dieser Messe im Jahr 2005 ein weiteres, von ihm illustriertes Buch prämiert. 2005 wurde eines der von ihm bebilderten Werke beim White Raven-Festival der Internationalen Jugendbibliothek in München auf die gleichnamige Preisliste gesetzt. Im Jahr 2008 wurde in Kopenhagen sein Buch „Große Veränderungen in einem großen Wald“ (polnisch: „Wielkie zmiany w dużym lesie“) in die zweijährlich erstellte „Ehrenliste“ („Honour List“) der IBBY aufgenommen.

## Illustrierte Werke
- Miyoko Matsutani, Tatsu Taro, syn smoka, Media i Rodzina, 2010
- Małgorzata Strzałkowska, Zielony i Nikt, Bajka, 2009
- Grażyna Ruszewska, Hanna Wyszkowska, Koziutek zdobywa zamek, Miejskie Przedsiębiorstwo Komunikacyjne, 2006
- Grażyna Ruszewska, Wielkie zmiany w dużym lesie, FRO9, 2005
- Grażyna Ruszewska, Leon i Kotka, czyli jak zrozumieć mowę zegara, FRO9, 2004
- Małgorzata Strzałkowska, Zielony, żółty, rudy, brązowy!, Małgorzata Strzałkowska, Media i Rodzina, 2003
- Wojciech Łysiak, Dawny humor ludowy Pomorza Zachodniego, Eco, 1993
- Wojciech Łysiak, Mnisia Góra: podania i bajki warciańsko-noteckiego międzyrzecza, Eco, 1992